# خژانووک
خژانووک (به لهستانی:  Chrzanówek) یک روستا در لهستان است که در گمینا اوپینوگورا گورنا واقع شده‌است. خژانووک ۱۴۰ نفر جمعیت دارد.